# 雷行 (1920年)
雷行（1920年7月—2021年5月8日），原名袁相柱，山东肥城人，曾任中国湖北省委宣传部副部长、党校校长，《长江日报》原社长，《湖北日报》原党委书记、社长、总编辑。